# Altrove (Morgan)
Altrove è il primo singolo da solista di Morgan. Il brano, scritto e arrangiato dal cantautore, è il singolo apripista estratto dall'album Canzoni dell'appartamento (vincitore della Targa Tenco 2003 come miglior album d’esordio).
Altrove è stata nominata la più bella canzone italiana del nuovo millennio nella classifica della rivista musicale Rolling Stone. Il 18 gennaio 2015, la FIMI (Federazione Industria Musicale Italiana) ha certificato il singolo di Morgan disco d'oro.

## Descrizione
Per la prima volta Morgan abbandona le sonorità sintetiche tipiche dei Bluvertigo, abbracciando un genere dalle pennellate più vintage. Ne scrive testo e musica mentre per la produzione si avvale di Roberto Colombo. Il brano si basa su un giro di basso suonato dallo stesso Morgan e ispirato a quello di Stand by Me di Ben E. King. È considerata la canzone più famosa di Morgan tanto che la esegue spesso ai suoi concerti, accompagnandola con il basso o con il pianoforte. L'arrangiamento del brano, uno degli elementi più rilevanti e di riconoscibilità del pezzo, è firmato da Morgan ed è descritto come un suono post-vintage costituito da due apparati complementari: rock band e orchestra Sinfonica.

## Video musicale
Il video ufficiale è stato diretto dall’artista corso Dominique Degli Esposti, con Andy nella funzione di assistente. La prima parte è stata girata nell'appartamento di Morgan a Milano.

## Tracce
1. Altrove (Radio Edit) – 4:39
2. Non arrossire (Edit) – 1:42
3. Altrove (Demo '82) – 5:19
4. La vera storia di Napoleone (Strumentale) – 2:41
5. Altrove (Reprise) – 2:30

## Formazione
- Morgan - voce, basso, chitarra plectrum, pianoforte
- Sergio Carnevale - batteria
- Marco Carusino - chitarra elettrica
- Vincenzo Conteduca - clarinetto
- Massimiliano Mauthe, Matteo De Padova - contrabasso
- Simone Lovino - corno
- Fernando Saracino - fagotto
- Phil Drummy - nacchere, percussioni
- Domenico Sarcina - oboe
- Michele Mitola - percussioni
- Giuseppe Lentini - sassofono
- Luciano Pischetola - trombone
- Marco Balzano, Paolo Castellitto, Pierluigi Minicozzi, Raffaele Vena - viole
- Clelia Sguera, Federico Valerio, Laura Aprile, Luisa Scolletta, Michele Trematore, Orazio Sarcina, Ornela Koka, Valentino Corvino - violini
- Daniele Miatto, Francesco Montaruli, Gianni Cuciniello, Remo Ianniruberto - violoncelli
- Daniele - vocoder

## Classifiche
| Classifica (2003) | Posizione massima |
| ----------------- | ----------------- |
| Italia            | 15                |

## Nella cultura di massa
Nel 2011 il regista Giovanni Veronesi utilizza il brano come colonna sonora del film campione di incassi Manuale d'amore 3 con Robert De Niro, ed è inserito integralmente in una lunga sequenza centrale senza alcuna sovrapposizione di dialogo. Viene usato anche nei titoli di coda di Cosa sarà, film del 2020 diretto da Francesco Bruni e con Kim Rossi Stuart, nel 2021 alla fine di ogni episodio della fiction di Canale 5 Masantonio - Sezione scomparsi e in Un mondo a parte di Riccardo Milani con Antonio Albanese (2024).

## Versione di Noemi
Altrove è stato incluso come bonus track dal vivo nell'album RossoNoemi di Noemi, uscito il 22 marzo 2011. Noemi, cantante nella squadra over 25 di Morgan durante la seconda edizione di X Factor, che ha anche più volte riproposto il brano durante i suoi tour.

### Tracce
Testi e musiche di Morgan.
1. Altrove – 5:43 – (versione di Morgan)
2. Altrove (live) – 4:34 – (versione di Noemi)